# Alain de Coëtivy
Alain de Coëtivy (Plouneventer, 1407-Roma, 3 de mayo de 1474) fue un eclesiástico bretón, cardenal y obispo.

## Biografía

### Familia

Armas de los Coëtivy.

Alain de Coëtivy nació en una familia de la nobleza del Ducado de Bretaña, en aquella época independiente del Reino de Francia, hijo de Alain III de Coëtivy y de Catherine du Chastel.  
Su padre, señor de Coëtivy, comandaba las tropas del condestable de Richemond cuando murió en 1425 durante la Guerra de los Cien Años; su madre era hija del señor de Chastel y hermana de Tanneguy du Chastel.  Alain tuvo varios hermanos, entre los que destacaron Pregent, que fue Almirante de Francia, y Olivier, que fue senescal de Guyena.

### Carrera eclesiástica
Destinado a la Iglesia, Alain era prepósito de Saint-Martin de Tours y de Toulouse y canónigo de Saint-Pol de Léon cuando en 1437 fue elegido obispo de Avignon.
Eran tiempos revueltos en la cristiandad occidental: veinte años antes, el Concilio de Constanza había puesto fin al Cisma de Occidente con la elección de Martín V como papa, pero ahora su sucesor Eugenio IV enfrentaba la oposición del Concilio de Basilea y el incipiente galicanismo que en 1438 había publicado la Pragmática Sanción de Bourges por la que el rey Carlos VII pretendía arrogarse la autoridad sobre la Iglesia en Francia.  
El papa le prometió a Alain el capelo cardenalicio a cambio de su intermediación para conseguir que el rey francés derogase la Pragmática Sanción, pero la misión diplomática resultó infructuosa.
Nicolás V le creó cardenal en el consistorio del 20 de diciembre de 1448 con título de Santa Práxedes, que después cambió por los de Palestrina y Sabina; coloquialmente fue conocido como el cardenal de Avignon.  
Fue Camarlengo del Colegio Cardenalicio en 1453, legado en Francia en 1455 para la preparación de la cruzada contra los turcos que el papa Calixto III estaba organizando, y cardenal protopresbítero desde la muerte de Peter von Schaumberg en 1469 durante el pontificado de Paulo II.  
En distintos periodos a lo largo de su vida ejerció como administrador de las diócesis de Uzés (1442-45), Nîmes (1454-60), Dol (1456-74) y Saintes (1461-62), y fue también abad comendatario de varios monasterios en Francia.  
Algunos autores lo mencionan erróneamente como obispo de Quimper, confundiéndolo con Alain de Lespervier.

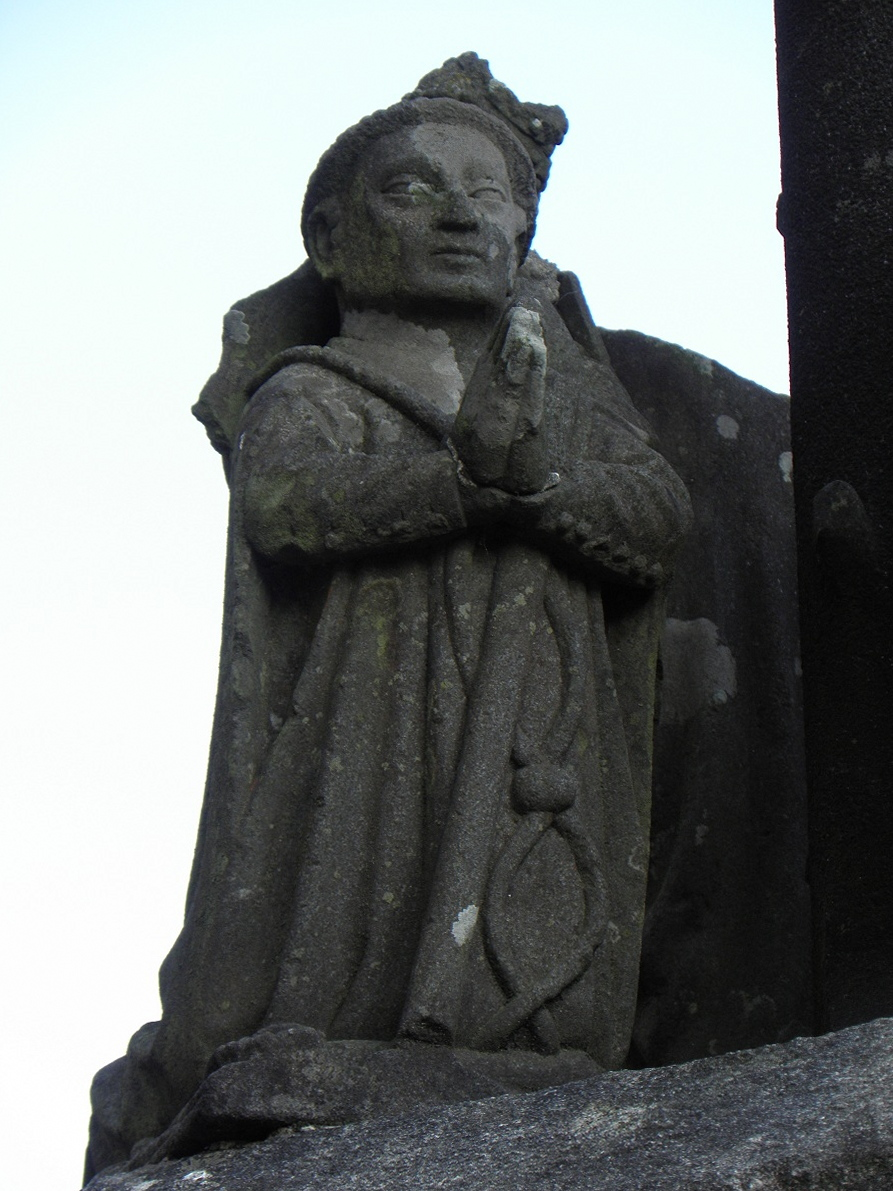
Su efigie en Notre-Dame de Le Folgoët.

Muerto en Roma en 1474 a los sesenta y seis años de edad en tiempos de Sixto IV, fue sepultado en la Basílica de Santa Práxedes.
| SEDENTE XYSTO IIII ALANVS EPS SABINENSIS EC RO CARDINALIS NOBILISS IN BRITONIBVS COETTTIVORV GENTE NATVS ILLVSTRI LEGATIONE AD GALLOS PRO FIDE FVNCTVS CVIVS VITA EXMPLVM VIRTVTIS ACTIONES AVTEM PRIVATIM ET PUBLICE SALVTARES FVERE HOC MONIMENTO CONDITVS EST VIX AN LXVI EN VIII DIES XV M CCCC LXX IIII |